# USS Benfold (DDG-65)
L’USS Benfold (DDG-65) est un destroyer américain de la classe Arleigh Burke, équipé du système de combat Aegis et capable de mener aussi bien des opérations de lutte anti-aérienne qu'anti-sous-marines.
Il appartient à la United States Pacific Fleet (Flotte du Pacifique des États-Unis).

## Histoire du service
Il est nommé d'après Edward Clyde Benfold (1931-1952), membre du corps des Marines des États-Unis pendant la guerre de Corée.
Commissionné en 1996 et toujours en service en 2014 (modernisé en 2011), il a été construit au chantier naval Ingalls de Pascagoula dans l'État du Mississippi et son port d’attache est la base navale de San Diego en Californie. 
Il a été commandé un temps par Michael Abrashoff qui a écrit deux livres relatant cette expérience.
En janvier 2013, il retourne à son port d'attache après un déploiement de sept mois dans le golfe Persique.